# گابریلا کوفناتسکا
گابریلا کوفناتسکا (لهستانی: Gabriela Anna Kownacka؛ ‏ ۲۵ مهٔ ۱۹۵۲ – ۳۰ نوامبر ۲۰۱۰) بازیگر تئاتر و سینما اهل لهستان بود.
از فیلم‌ها یا برنامه‌های تلویزیونی که وی در آن نقش داشته است، می‌توان به یاوه‌نویس،‌ بچه‌ها و ماهی، گا، گا، درود بر قهرمانان، مصائب بالتازار کوبر، دو روی سکه، خانواده جایگزین، هانوسن و عروسی اشاره کرد.
او در سال ۲۰۱۰ میلادی بر اثر ابتلا به بیماری سرطان پستان که ۶ سال پیش‌تر شروع شده بود، درگذشت.